# Hard Promises
| 전문가 평가                    | 전문가 평가 |
| 평가 점수                      | 평가 점수   |
| 출처                           | 점수        |
| ------------------------------ | ----------- |
| AllMusic                       | [ 1 ]       |
| Blender                        | [ 2 ]       |
| Chicago Tribune                | [ 3 ]       |
| Christgau's Record Guide       | B           |
| Encyclopedia of Popular Music  | [ 5 ]       |
| The Essential Rock Discography | 6/10        |
| MusicHound                     | 5/5         |
| Music Story                    | [ 8 ]       |
| Rolling Stone                  | (favorable) |
| The Rolling Stone Album Guide  | [ 10 ]      |

《Hard Promises》는 1981년 5월 5일, 백스트리트 레코드에서 발매된 미국의 록 밴드 톰 페티 앤 더 하트브레이커스의 네 번째 스튜디오 음반이다.

## 배경
원래 작업 제목은 《Benmont's Revenge》로, 밴드의 키보디스트 벤몬트 텐치를 지칭했다. 이 음반에는 플리트우드 맥의 스티비 닉스의 게스트 보컬이 듀엣곡인 〈Insider〉에 수록되어 있다. 하트브레이커스는 또한 《Hard Promises》 녹음 당시 닉스의 음반 《Bella Donna》의 히트곡 〈Stop Draggin' My Heart Around〉를 녹음했다.
이 음반은 백스트리트 레코드의 두 번째 톰 페티의 음반이었다. 음반 발매는 페티와 그의 배급사 MCA 레코드가 정가에 대해 논쟁하는 동안 연기되었다. 이 음반은 스틸리 댄의 《Gaucho》, 올리비아 뉴턴존와 일렉트릭 라이트 오케스트라의 《Xanadu》 사운드트랙에 이어 새로운 정가 9.98달러로 다음 MCA 발매가 될 예정이었다. 소위 "슈퍼스타 가격"이라고 불리는 이 가격은 일반적인 정가인 8.98달러보다 1달러 더 비쌌다. 페티는 언론에서 가격 인상에 대한 그의 반대 목소리를 냈고 이 문제는 음악 팬들 사이에서 인기 있는 원인이 되었다. 음반의 미배달이나 이름을 《Eight Ninety-Eight》로 짓는 것이 고려되었지만, 결국 MCA는 가격 인상에 반대하기로 결정했다.
이 음반의 제목은 〈Insider〉의 후렴구에서 따왔다.
《Hard Promises》는 《Mojo》까지 베이시스트 론 블레어가 참여한 마지막 스튜디오 음반이었지만, 《Mojo》가 《Long After Dark》와 《Southern Accents》에 게스트로 참여했고, 2002년에 밴드에 합류한 후 《The Last DJ》에서 일부 트랙에서 연주했다. 그는 2002년 건강 악화로 인해 해임될 때까지 계속 뛰었던 호위 엡스타인으로 교체되었다.

### 존 레논 헌정
음반 녹음 중에 존 레논은 같은 시간에 같은 스튜디오에 있을 예정이었다. 페티는 그가 들어왔을 때 그를 만나기를 고대하고 있었다. 레논은 스튜디오 방문 예정일 이전에 살해당했기 때문에 만남은 성사되지 않았다. 페티와 밴드는 《Hard Promises》 초기 미국과 캐나다의 언론에서 런아웃 데드왁스에 "WE LOVE YOU J.L"을 새겨 살해된 전 비틀즈를 추모했다.

## 곡 목록
모든 곡들은 특별한 언급이 없는 한 톰 페티에 의해 작사/작곡하였다.
| #  | 제목                              | 작사·작곡         | 재생 시간 |
| -- | --------------------------------- | ----------------- | --------- |
| 1. | 〈The Waiting〉                   |                   | 3:58      |
| 2. | 〈A Woman in Love (It's Not Me)〉 | 페티, 마이크 캠벨 | 4:22      |
| 3. | 〈Nightwatchman〉                 | 페티, 캠벨        | 3:59      |
| 4. | 〈Something Big〉                 |                   | 4:44      |
| 5. | 〈Kings Road〉                    |                   | 3:27      |

| #   | 제목                               | 작사·작곡  | 재생 시간 |
| --- | ---------------------------------- | ---------- | --------- |
| 6.  | 〈Letting You Go〉                 |            | 3:24      |
| 7.  | 〈A Thing About You〉              |            | 3:33      |
| 8.  | 〈Insider〉                        |            | 4:23      |
| 9.  | 〈The Criminal Kind〉              |            | 4:00      |
| 10. | 〈You Can Still Change Your Mind〉 | 페티, 캠벨 | 4:15      |

## 인증
| 국가                       | 인증     | 판매량/출하량 |
| -------------------------- | -------- | ------------- |
| 오스트레일리아 (ARIA)      | 골드     | 20,000^       |
| 캐나다 (뮤직 캐나다)       | 플래티넘 | 100,000^      |
| 미국 (RIAA)                | 플래티넘 | 1,000,000^    |
| ^출하량을 기반으로 한 인증 |          |               |